# Anthrax palliata
Anthrax palliata är en tvåvingeart som först beskrevs av Friedrich Hermann Loew 1869.  Anthrax palliata ingår i släktet Anthrax och familjen svävflugor. Inga underarter finns listade i Catalogue of Life.